# Charlotte Amalie
Charlotte Amalie (en español: Carlota Amalia) es la capital de las Islas Vírgenes de los Estados Unidos, un territorio de los Estados Unidos. Su población estimada en 2004 era de 19 000 habitantes. Está localizada en el lado sur de la isla de Santo Tomás. Las Islas Vírgenes de los Estados Unidos (en inglés oficial: Virgin Islands of the United States) son un grupo de islas situadas en el mar Caribe, parte del archipiélago de las islas Vírgenes, que políticamente son uno de los catorce territorios no incorporados de los Estados Unidos. Este territorio está compuesto por tres islas principales (Saint Thomas, Saint John, Saint Croix) y algunas islas menores. Es uno de los diecisiete territorios no autónomos bajo supervisión del Comité de Descolonización de la Organización de las Naciones Unidas, con el fin de eliminar el colonialismo. Es el único territorio estadounidense donde se conduce por la izquierda. 

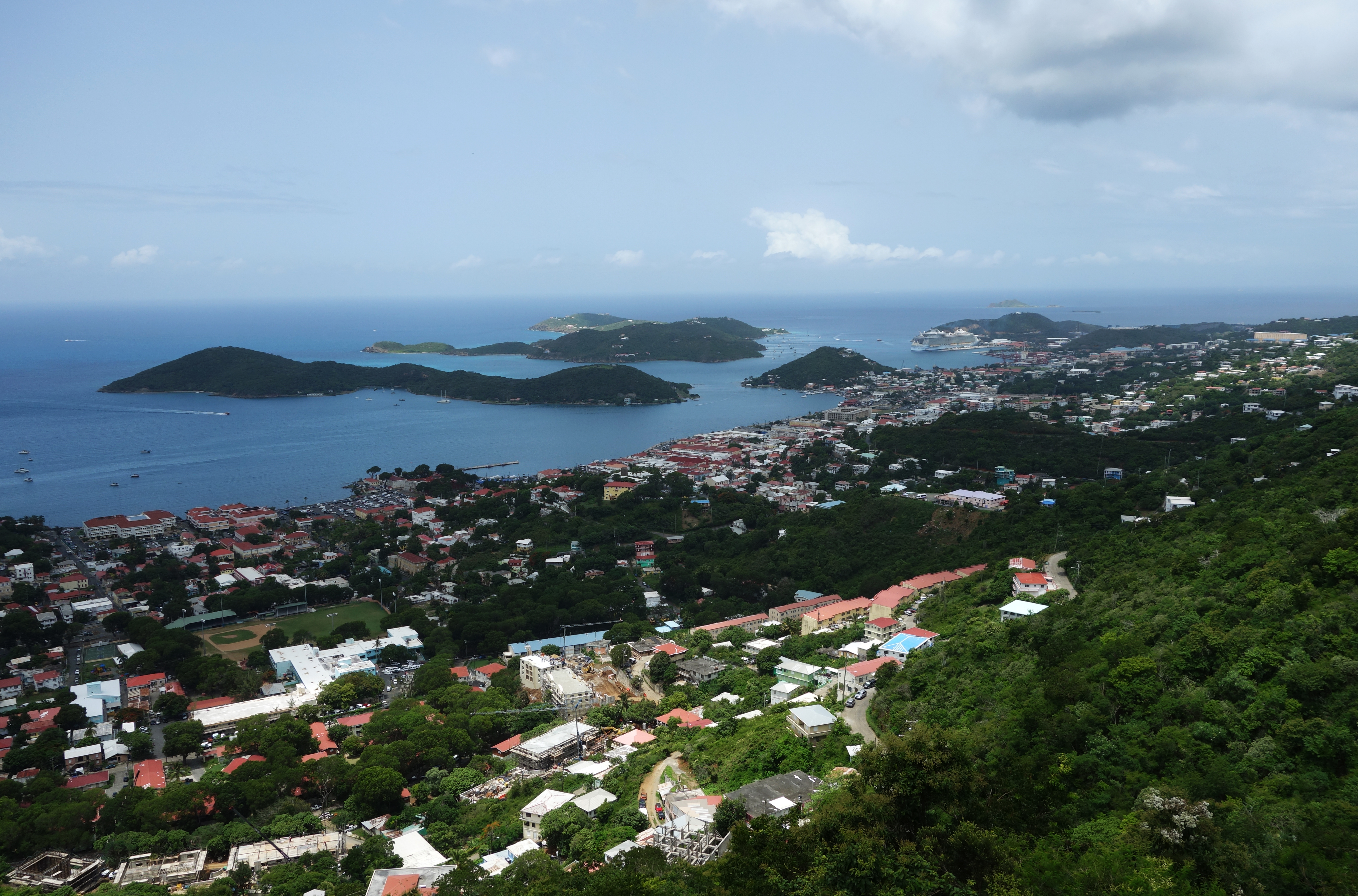
Vista panorámica de Charlotte Amalie.

Charlotte Amalie es también el nombre del puerto de aguas profundas localizado en la isla de St. Thomas, siendo esta la capital y la ciudad más grande de las Islas Vírgenes Estadounidenses que una vez fue posesión de los piratas y que es ahora un famoso puerto de cruceros. El pueblo ha sido habitado por siglos. Cuando Cristóbal Colón llegó en 1493, el área estaba poblada por isleños caribes y taínos. Al sureste de la playa está la cabecera de la bahía de Saint Thomas. En el año 2010 la ciudad tenía una población de 18 481, siendo la ciudad más grande del archipiélago de las islas Vírgenes. Cerca de 1,5 millones de pasajeros de cruceros llegaron a Saint Thomas en 2004, duplicando la población cada semana.
Charlotte Amalie posee edificios de importancia histórica y es lugar de la segunda sinagoga más antigua del hemisferio occidental. La ciudad es conocida por su arquitectura colonial danesa, sus edificios históricos de gran importancia incluyendo la sinagoga de St. Thomas, así como la Iglesia luterana Frederick, la iglesia más antigua del hemisferio occidental. La ciudad tiene una gran historia de piratas, especialmente de Barba Azul y Barba Negra. Durante el siglo XVII, los daneses construyeron los castillos de Barba Negra y de Barba Azul, atribuidos a los piratas. El castillo de Barba Negra es un punto de referencia histórica nacional para los Estados Unidos. Otra atracción turística es Fort Christian, la estructura más antigua en el archipiélago de las islas Vírgenes. Una copia de la Campana de la Libertad está en el Emancipation Park (Parque de la Emancipación), que es también una atracción turística.
Protegida por la isla Hassell, la bahía tiene un muelle e instalaciones para cargar combustible, máquinas para barcos y astilleros, habiendo sido base de submarinos de los Estados Unidos hasta 1966.

## Epónimo
Antes de la época de las Indias Occidentales Danesas (1754-1917) fue fundada la ciudad en 1666 con el nombre de Taphus ("casa" o "salón de cerveza"). En 1691 el pueblo recibió un nombre ilustre: Amalienborg ("Amaliaburgo"), por Charlotte Amalie de Hesse-Kassel (1650-1714), la reina consorte del rey Cristian V de Dinamarca-Noruega. Tiene un puerto natural de aguas profundas. Entre 1921 y 1936 la ciudad fue nombrada como St. Thomas. En 1936 fue renombrada como Charlotte Amalie. 

## Historia

### Historia temprana
En su segundo viaje al Nuevo Mundo, Cristóbal Colón encontró nativos americanos viviendo en el archipiélago de las actuales Islas Vírgenes de los Estados Unidos. Los registros arqueológicos indican que estas islas siempre han estado habitadas por las tribus indias, incluyendo taínos, arawak, kalinago y siboney. Varias de ellas vivían en pequeñas comunidades de pescadores donde hoy está Charlotte Amalie. Como los españoles se establecieron en Puerto Rico y otras islas del Caribe, Saint Thomas permaneció desprotegida por largo tiempo, siendo habitada en Charlotte Amalie de manera frecuente por piratas, incluyendo a Barba Azul y Barba Negra, así como colonos europeos.

### sigloXVII
La Compañía Danesa de las Indias Occidentales organizó Charlotte Amalie en 1671, después de que el rey Christian V quiso asegurarla para plantaciones. A principios de 1672 el gobierno danés inició la construcción de Fort Christian en Saint Thomas Harbor, en Charlotte Amalie. En 1675 construyeron cuatro tabernas cerca de los depósitos de agua al lado oeste del fuerte. El gobierno danés llevó a convictos para trabajar en las plantaciones, pero después se permitió el asentamiento de algunos colonos de las islas vecinas y luego la entrada de esclavos de África. En 1680 había más esclavos negros africanos que colonos europeos. Las adyacentes islas Water y Buck sirvieron como pastizales para la ciudad y Taphus fue renombrada como Charlotte Amalie en 1691, en honor a la nueva esposa del rey Christian V. Fue el principal puerto del archipiélago de las islas Vírgenes y había un camino que conectaba cerca de 50 plantaciones, el cual permanece siendo la principal carretera hoy día.

### sigloXVIII
A principios del siglo XVIII, más de tres mil colonos vivían en la ciudad. La producción de azúcar y el comercio de esclavos eran las principales actividades económicas de la isla. Después de que el gobierno danés obtuvo directamente la administración del archipiélago en 1754, la capital se cambió de Charlotte Amalie a Christiansted en la isla de Saint Croix. Esto hizo en parte evolucionar la economía de la población del comercio de esclavos y la agricultura al comercio general. La ciudad comenzó a crecer en forma desmedida que beneficiaban a los comerciantes del intercambio de armas y ron con los países beligerantes.
En 1764, Charlotte Amalie fue declarado puerto libre por el rey Federico V y la ciudad se convirtió en el puerto más activo del Caribe. La Revolución Estadounidense en los años 1770s fue una buena noticia para la ciudad, ya que hizo prosperar a los negociantes locales y comenzaron a llegar inmigrantes de Europa, África y de las costas del Caribe muchos de ellos de otras islas de las Antillas Menores. Para 1778 el gobierno danés había fortalecido su posición militar mediante la construcción del Bluebeard Castle (Castillo de Barba Azul) y del Blackbeard Castle (Castillo de Barba Negra), con torreones de vigilancia en lo alto de las dos colinas de la ciudad. La ciudad prosperó como el primer puerto libre, y españoles, estadounidenses, daneses, sefardíes, alemanes, franceses, británicos e italianos dirigieron casas de importación operando en esta ciudad. Al final del siglo XVIII, se encontraba el padre y futuro arquitecto de la Constitución estadounidense, Alexander Hamilton, quien opinó que la ciudad era tan rica que «el oro se movía por las calles en carretillas». En cierto momento, la ciudad de Charlotte Amalie en las Indias Occidentales Danesas fue la segunda ciudad más grande del reino danés, superada en tamaño únicamente por la capital Copenhague.

### sigloXIX
Una parte creciente del comercio de las Indias Occidentales pasaba a través del puerto a principios del siglo XIX y el aumento de los buques de vapor hizo que Charlotte Amalie fuera una estación ideal para suministro de carbón para los buques que navegaban entre Norteamérica y Sudamérica. En 1804, Charlotte Amalie fue golpeada por un incendio horrendo que destruyó más de 1200 hogares y almacenes de la ciudad. Dos incendios más vinieron en 1805 y 1806, lo cual hizo que la densamente poblada ciudad perdiera unos mil edificios más. Las islas vecinas iniciaron de manera gradual la importación de carbón directamente de los productores y Charlotte Amalie fue dejada fuera del comercio en esos años. La abolición de la esclavitud en 1848 impulsada por el gobernador general Peter von Scholten disminuyó el comercio y la ciudad sufrió una brutal recesión como sucedió en el Caribe siguiendo a la abolición.
Durante la guerra civil estadounidense a principios de los años 1860, la ciudad estuvo involucrada por ser el centro del contrabando para los barcos que huían del bloqueo impuesto a los puertos de la Confederación por las tropas federales. Al conocerse que el puerto tenía éxito en el contrabando, el gobierno danés decidió cambiar la capital del archipiélago regresando a Charlotte Amalie en 1871. La última mitad del siglo XIX trajo una epidemia de cólera que mató a cientos. Charlotte Amalie estuvo en un gran letargo hasta que los Estados Unidos decidieron comprar las islas a Dinamarca en 1917.

### sigloXX
En 1915, Estados Unidos se interesó en comprar las Islas Vírgenes, cuando se enteraron de la infiltración alemana en las Antillas Menores. Estados Unidos compró las Islas Vírgenes Danesas en 1917 por 25 millones de dólares. Charlotte Amalie estuvo bajo el gobierno de la Marina estadounidense hasta 1931. Los Estados Unidos decidieron hacer de Charlotte Amalie la principal base de las renombradas Islas Vírgenes de Estados Unidos. Durante la Segunda Guerra Mundial, la ciudad fue una base naval para proteger a las embarcaciones aliadas así como el Canal de Panamá. Hasta 1966 fue base de submarinos.
Cuando a los turistas estadounidense se les impidió viajar a Cuba en 1960, algunos comenzaron a mostrar interés en visitar Charlotte Amalie. Como posesión estadounidense, originó que estadounidenses del continente tuvieran vacaciones lujosas o un segundo hogar en el Caribe. Durante la mitad del siglo XX se comenzó a construir estaciones y vuelos directos desde Estados Unidos hasta Charlotte Amalie lo cual incrementó su turismo. En la mitad final del siglo XX Charlotte Amalie experimentó un crecimiento extraordinario de su economía por ser un territorio de los Estados Unidos y crecimiento con el turismo estadounidense. El turismo es el principal motor de la economía junto con la preservación y conversión de edificios y hogares históricos. Muchos edificios comerciales y ancestrales han sido restaurados al igual que tiendas. Durante los años 1980s y 1990s muchos edificios fueron restaurados a como se veían hace 200 años.
La industria del turismo ha traído prosperidad a la isla. El turismo en la ciudad dirige la economía de las Islas Vírgenes, pero la escasez de terrenos llanos en tierra montañosa limita el crecimiento de la economía y la población de Charlotte Amalie. La diseminación de casas por las colinas con vistas a las cristalinas aguas azules del Caribe, comenzó a desarrollarse en los 1960s.

## Geografía
Localizada a mitad de la isla sobre la playa del sur de las islas montañosas de Saint Thomas, Charlotte Amalie se extiende cerca de 1,5 millas alrededor de la Bahía de Saint Thomas del distrito de Havensight donde los cruceros atracan en la tierra del este a Frechtown y a la Sub-Base, barrios del oeste. Las paredes rojas del danés Fort Christian (Fuerte Christian) que se abre espacio hacia Emancipation Garden (Jardín de la Emancipación) y al Vendor Market que son el centro de la ciudad vieja. Muchos de los edificios históricos de la ciudad tienen negocios en las laderas de Government Hill (Colina del Gobierno) jsto al norte del Emancipation Garden. Este es "Kongens Quarter". Hacia el oeste, abarcando el área entre Waterfront Dr y Dronningens Gade (Calle Mayor), existen grupos de callejones, cada uno de ellos con construcciones coloniales en donde existen tiendas y centros comerciales. Protegido por los picos de Water Island y Hassel Island, la bahía de Saint Thomas produce una profunda hendidura en la isla. La bahía tiene varios sitios desde los que puede ser observada hasta una altura de 1500 pies (460 m), como por ejemplo Drake's Seat (Asiento de Drake).
Charlotte Amalie está construida en tres espuelas volcánicas de baja altura llamadas Frenchman Hill (Foretop Hill), Berg Hill (Maintop) y Government Hill (Mizzentop).

## Clima
El promedio de temperatura en el año es de 75 °F (24 °C) a 90 °F (32 °C) siendo un clima tropical seco. La ciudad tiene una corta temporada seca que es desde enero hasta marzo y una temporada lluviosa que abarca los nueve meses siguientes, aunque técnicamente junio tiene un promedio de lluvias de 2.38 pulgadas (59.7 mm) que puede ser considerado como un mes de la temporada seca. Mientras que Charlotte Amalie tiene una larga temporada lluviosa, durante el mes de septiembre hasta noviembre, la ciudad generalmente no tiene precipitaciones abundantes como suele ocurrir en otras ciudades que tienen clima tropical. La ciudad es de clima muy cálido y húmedo. El promedio de las temperaturas en Charlotte Amalie son de calor constante, con un promedio de temperatura elevada cerca de los 88 °F (31 °C) y el promedio de sus temperaturas bajas es cerca de 75 °F (24 °C).